# Massacre de Cefalônia
O Massacre de Cefalônia, também conhecido como o Massacre da Divisão Acqui, foi a execução em massa dos homens da 33.ª Divisão de Infantaria de Montanha ''Acqui'' pelos alemães na ilha de Cefalônia, Grécia, em setembro de 1943, após o armistício italiano na Segunda Guerra Mundial. Cerca de 5.000 soldados foram massacrados e outros se afogaram ou foram assassinados. Em novembro de 1940, os italianos haviam sido obrigados a recuar até a Albânia, obrigando os alemães a virem em seu auxílio em abril de 1941. Porém, após a decisão do governo da Itália em negociar sua rendição com os Aliados em 1943, o exército alemão tentou desarmar os soldados italianos, no que chamaram de Operação Achse. Entre 13 e 22 de setembro de 1943, na ilha de Cefalônia, os alemães lutaram contra os italianos da 33.ª Divisão de Infantaria de Montanha "Acqui". Um total de 1,315 italianos foram mortos na batalha, 3,000 morreram afogados quando os navios alemães que os levava para campos de concentração foram afundados e 5,155 foram executados até 26 de Setembro. Foi um dos maiores massacres de prisioneiros de guerra de todo o conflito, juntamente com o Massacre de Katyn, onde aproximadamente 22,000 poloneses foram mortos pelos soviéticos, e foi uma das muitas atrocidades cometidas pela 1.ª Divisão de Montanha alemã.
O massacre serviu como pano de fundo histórico para o romance O Bandolim de Corelli, que mais tarde tornou-se um filme de Hollywood.

## História

### Antecedentes

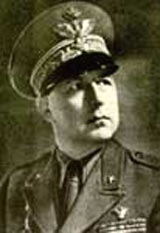
General Antonio Gandin, commandante da Divisão Acqui.

Desde a queda da Grécia, entre abril e maio de 1941, o país foi dividido em zonas de ocupação, ficando os italianos responsáveis pela maior parte da porção continental e das ilhas. Desde maio de 1943, a Divisão Acqui compunha a guarnição italiana de Cefalônia, que contava com 11,500 soldados e 525 policiais. Essa guarnição era formada por dois regimentos de infantaria (o 17.º e o 317.º), o 33.º Regimento de Artilharia, a 27.ª Legião e o 19.º Batalhão de camisas negras, além de unidades de apoio. Havia também o 18.º regimento, destacado para a guarnição de Corfu, além de baterias navais costeiras, torpedeiros e duas aeronaves. A partir de 18 de junho de 1943, a divisão passou a ser comandada pelo general Antonio Gandin, um veterano condecorado da frente russa, onde recebeu a Cruz de Ferro alemã.
Por outro lado, a derrota na Campanha da Tunísia e a possibilidade da Itália buscar guarida junto aos aliados, levou os alemães a reforçar sua presença nos Balcãs. Em 5 e 6 de julho, o tenente-coronel Johannes Barge desembarcou com 2,000 homens do 966.º Regimento de Granadeiros, incluindo os batalhões de fortificação 810 e 909, uma bateria de canhões autopropulsados e nove tanques.